# تومازو مائسترلی
تومازو مائسترلی (ایتالیایی: Tommaso Maestrelli؛ ‏ تلفظ ایتالیایی: [tomˈmaːzo]) بازیکن فوتبال و اهل ایتالیا است 

## تیم ملی
از سال ۱۹۴۱ میلادی عضو تیم ملی فوتبال ایتالیا بوده و در ۱۴ بازی ملی حضور داشته‌است. او در بازی‌های ملی‌اش ۱ گل به ثمر رساند.
تومازو مائسترلی آخرین بازی ملی خود را در سال ۱۹۴۲ میلادی انجام داد. او در دوران مربیگری خود لاتزیو را در سال ۱۹۷۴ برای نخستین‌بار به قهرمانی سری آ ایتالیا رساند.